# Nikolai von Astudin
Nikolai von Astudin (russisch Николай Львович Астудин Nikolai Lwowitsch Astudin; * 9. Juli 1847 in Moskau; † 8. August 1925 in Oberlahnstein) war ein russischer Landschaftsmaler. Kommerzielle Arbeiten veröffentlichte er unter dem Pseudonym Emil Winter. Über Geburts- und Sterbedaten gibt es in deutschen Akten leicht abweichende Angaben. Die Eltern waren nach Münchner Meldebogen Helene und Basil Astudin.  Weithin bekannt wurde er für seine Rheingemälde und die zahlreichen Reproduktionen seiner Rheinansichten. Sein Werk ist Ausdruck der Rhein- und Eifelromantik des frühen 20. Jahrhunderts.

## Leben
Astudin war Sohn eines Offiziers und absolvierte seine Schulausbildung in Sankt Petersburg. Anschließend wurde er Schüler des Landschaftsmalers Armand-Théophile Cassagne (1823–1907) in Paris. Studienreisen führen ihn nach Finnland, in die Alpenländer und nach Italien. 1875 ist er im Berliner Adressbuch, unter der Wartburgstr. 14.III zu finden. Schon 1876 und 1877 hatte Astudin Ausstellungen in Berlin. Ab 1882 wohnte er für einige Jahre in München. 1885 ist eine Beteiligung an einer Kunstausstellung  in Zürich mit einem Normandiebild belegt. Lange wohnte Astudin dann in Kassel. 1896 heiratete er die Malerin Johanna Meineke aus Braubach am Rhein. 1904/1905 lebte Astudin in Bonn. Zu seinen Bonner Motiven zählen die Rheinbrücke von 1898 und die Godesburg. 1912 zog er nach Oberlahnstein, wo er bis zu seinem Tode lebte. In dieser späten Phase malte er vornehmlich Rheinmotive und wiederholt die Burg Lahneck.
Neben den Ölbildern auf Leinwand, Stichen und Aquarellen sind vor allem Postkarten nach Entwürfen des Künstlers bekannt, die bis in die 1970er Jahre im Angebot der Andenkenläden des Rheins von Mainz bis Köln zu finden waren. Seine gewerbsmäßigen Druck-Leporellos des Rheinlaufs erschienen unter einem eher unauffälligem Namen, mit der Angabe „Freier künstl. Entwurf von Emil Winter“.
Zu seinem 80. Todestag veranstaltete die Stadt Lahnstein eine Retrospektive am 18. September 2005 im Sporkenburger Hof.

## Werke (Auswahl)
Öl auf Leinwand:
- Rüdesheim (um 1871)
- Partie aus dem Spreewald (1876)
- Breitlahner im Zillertal (1877)
- Rheinstein (um 1880)

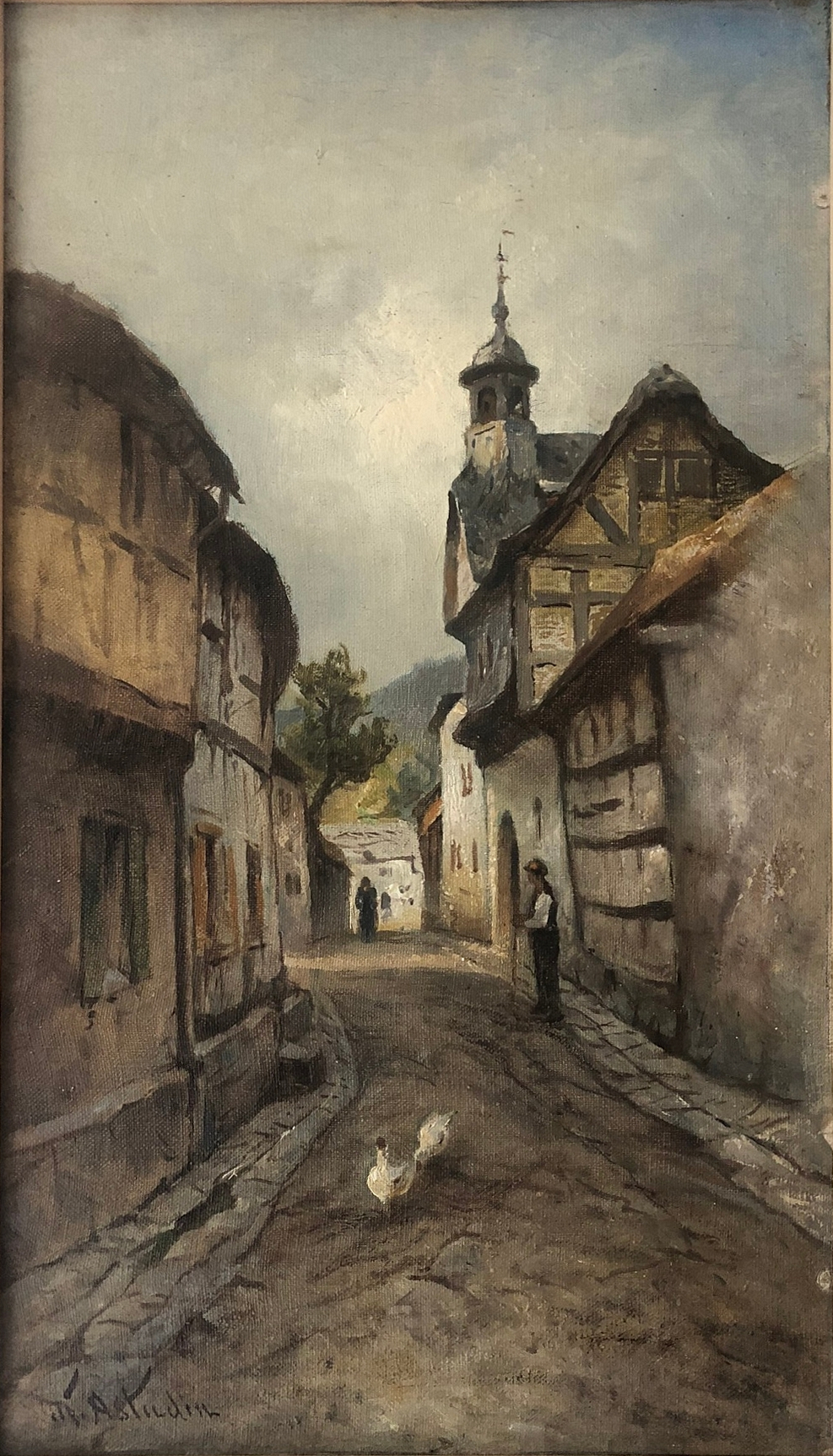
Die Turmstraße in Oberdollendorf. Öl auf Leinwand

- Turmstraße in Oberdollendorf (um 1904)
- Leutesdorf (um 1913)
- Mühle im Dinkholder Tal bei Braubach (um 1920)

Stahlstich:
- Aßmannshausen

Aquarell:
- Martinsburg/Oberlahnstein

Postkarten nach Motiven von Astudin (Auswahl):
- Wernerkapelle, Bacherach
- Ansicht von Bacherach
- Niederwalddenkmal bei Rüdesheim
- Braubach und die Marksburg
- Bingen
- Loreley
- Köln
- Mainz
- Oberwesel und viele mehr.[6]

Postkarten
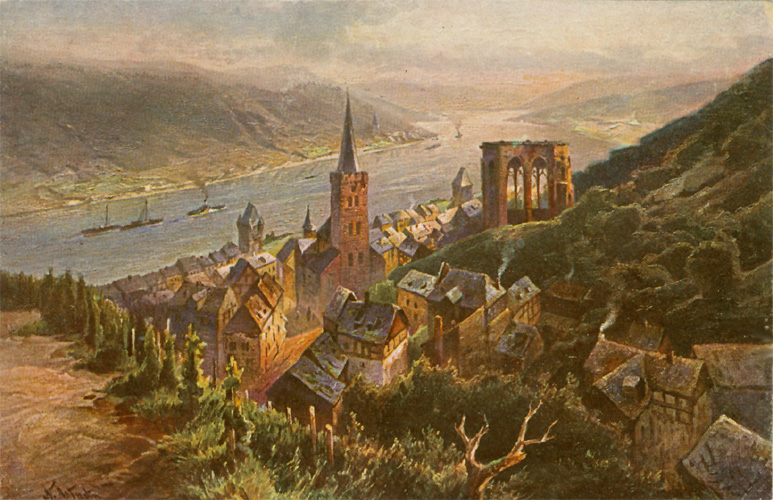
Bacharach
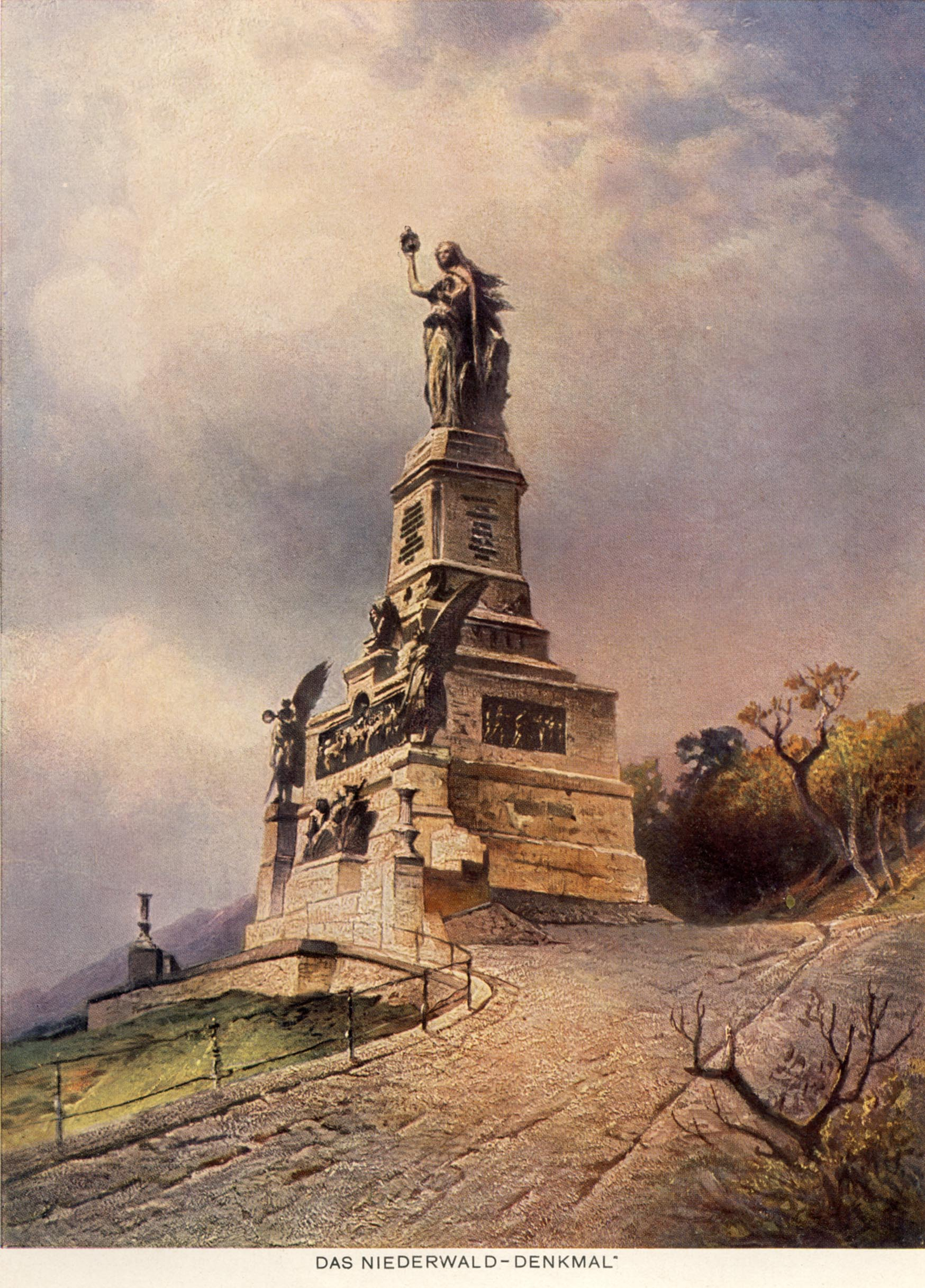
Das Niederwalddenkmal
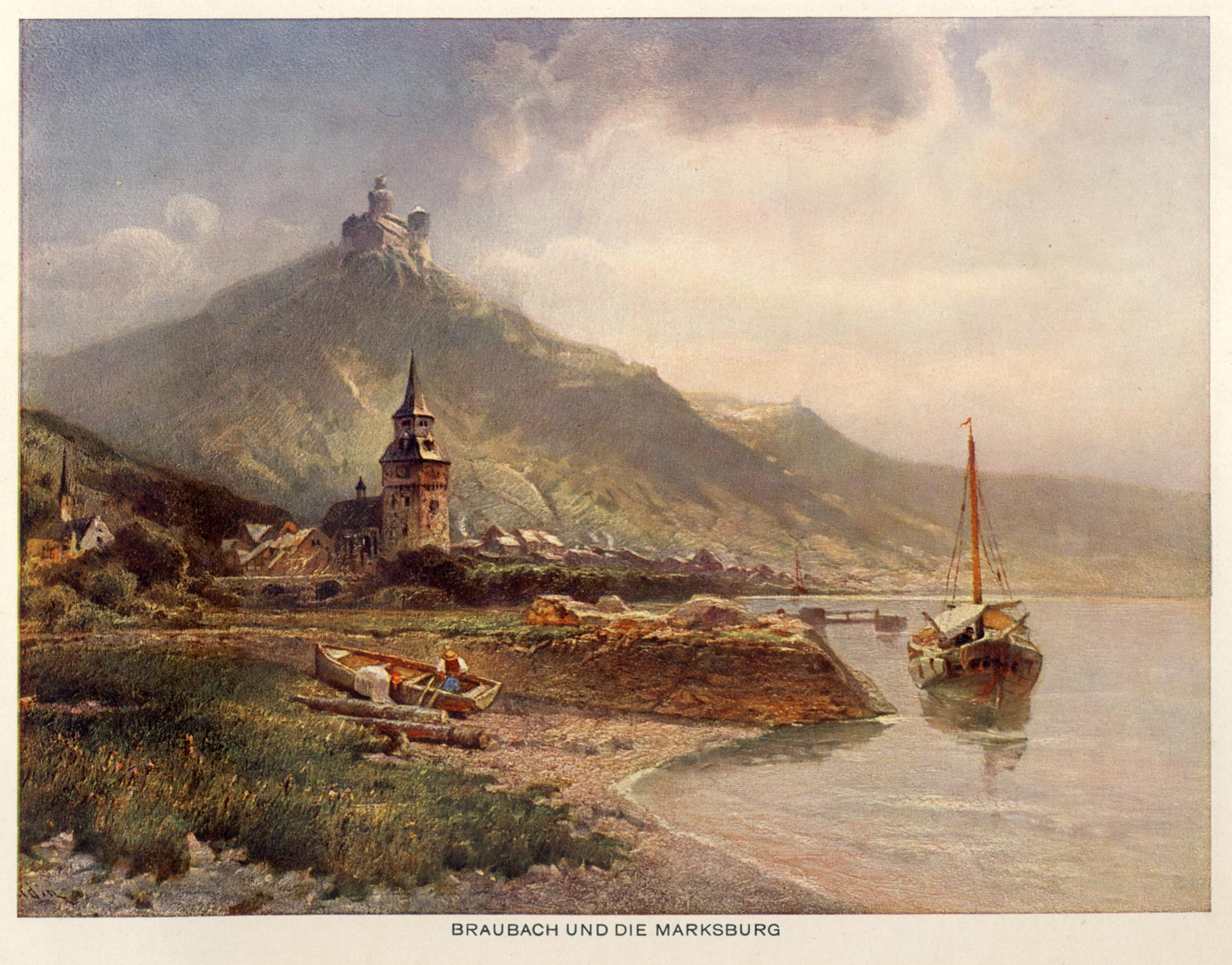
Braubach und die Marksburg
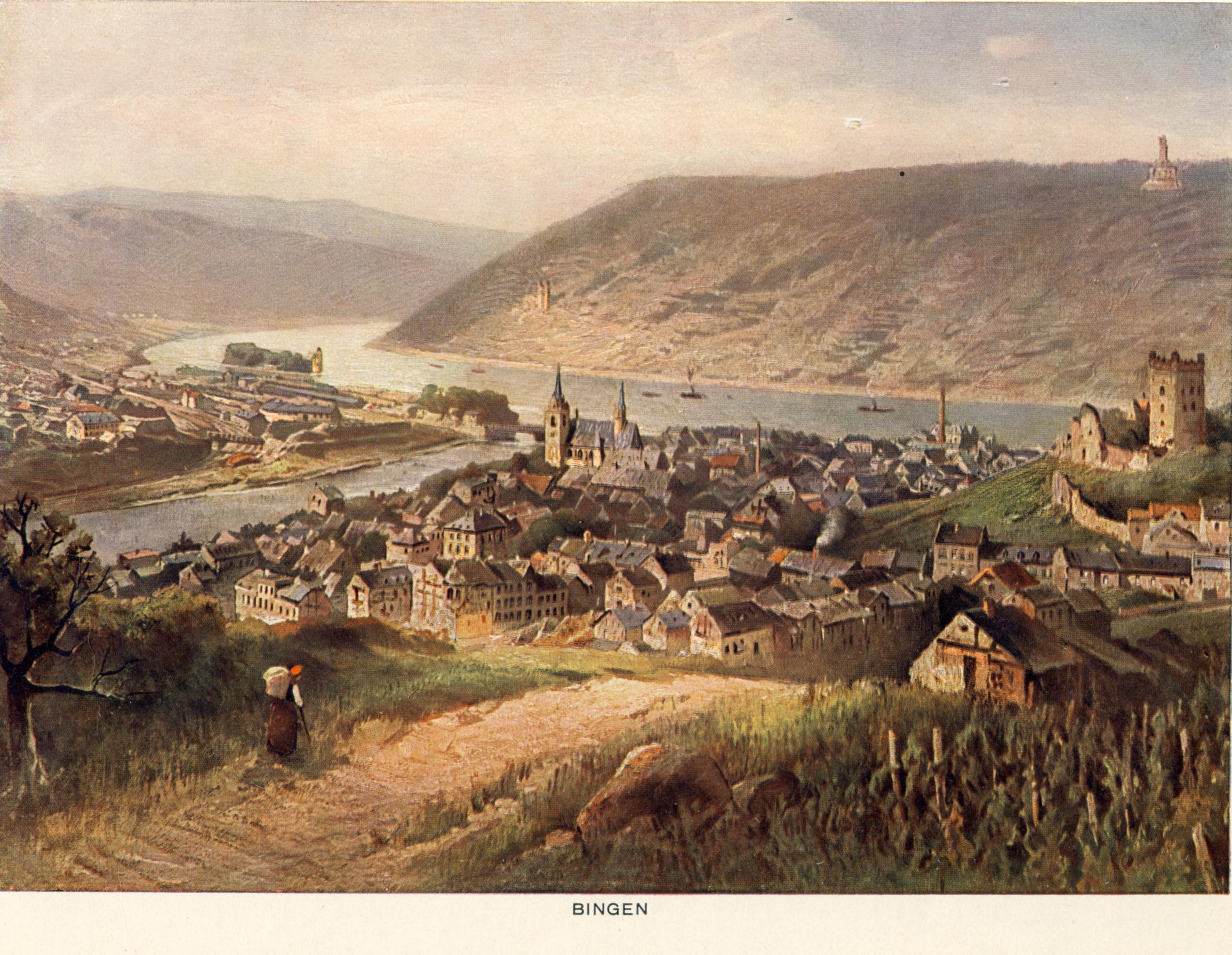
Bingen
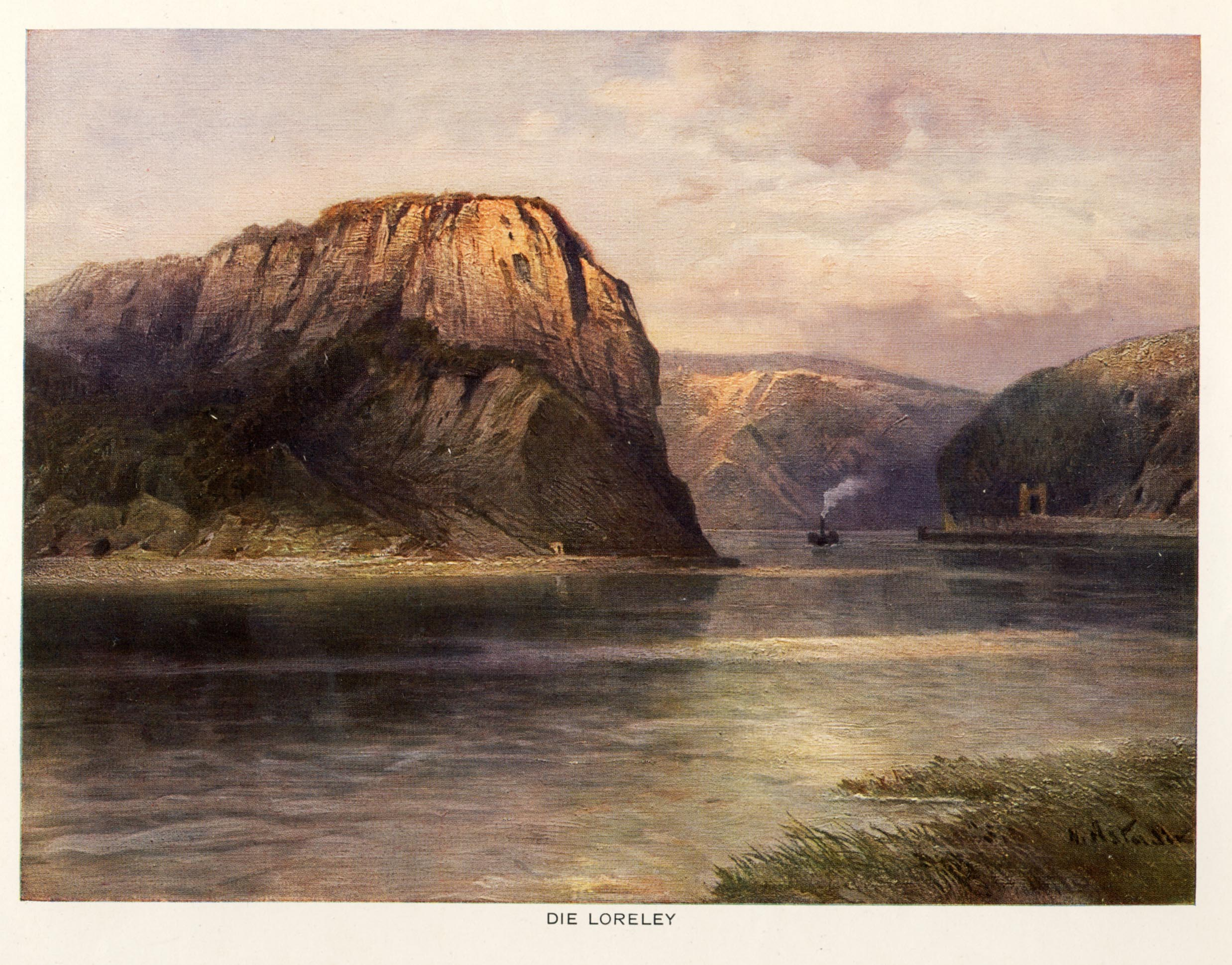
Die Loreley
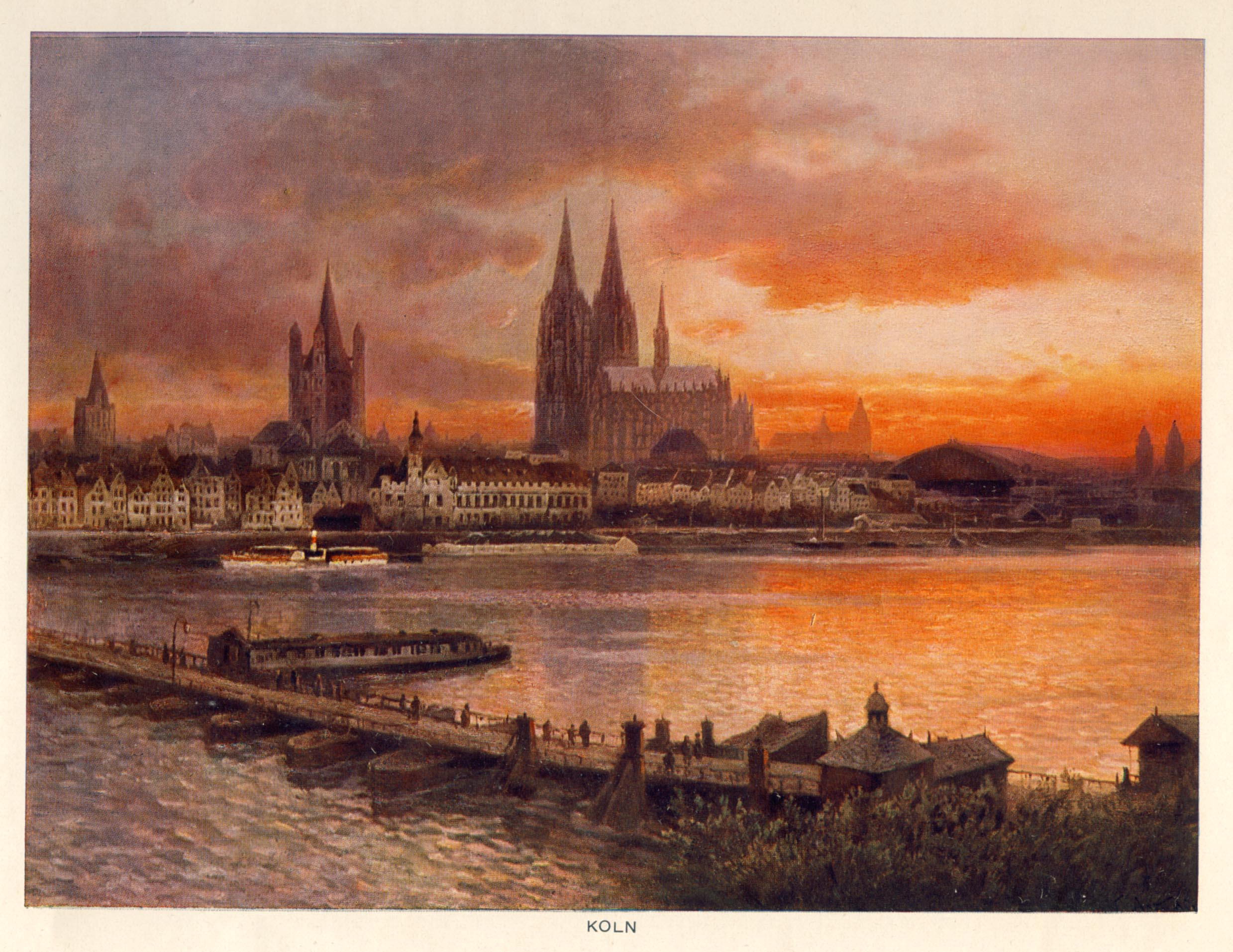
Köln
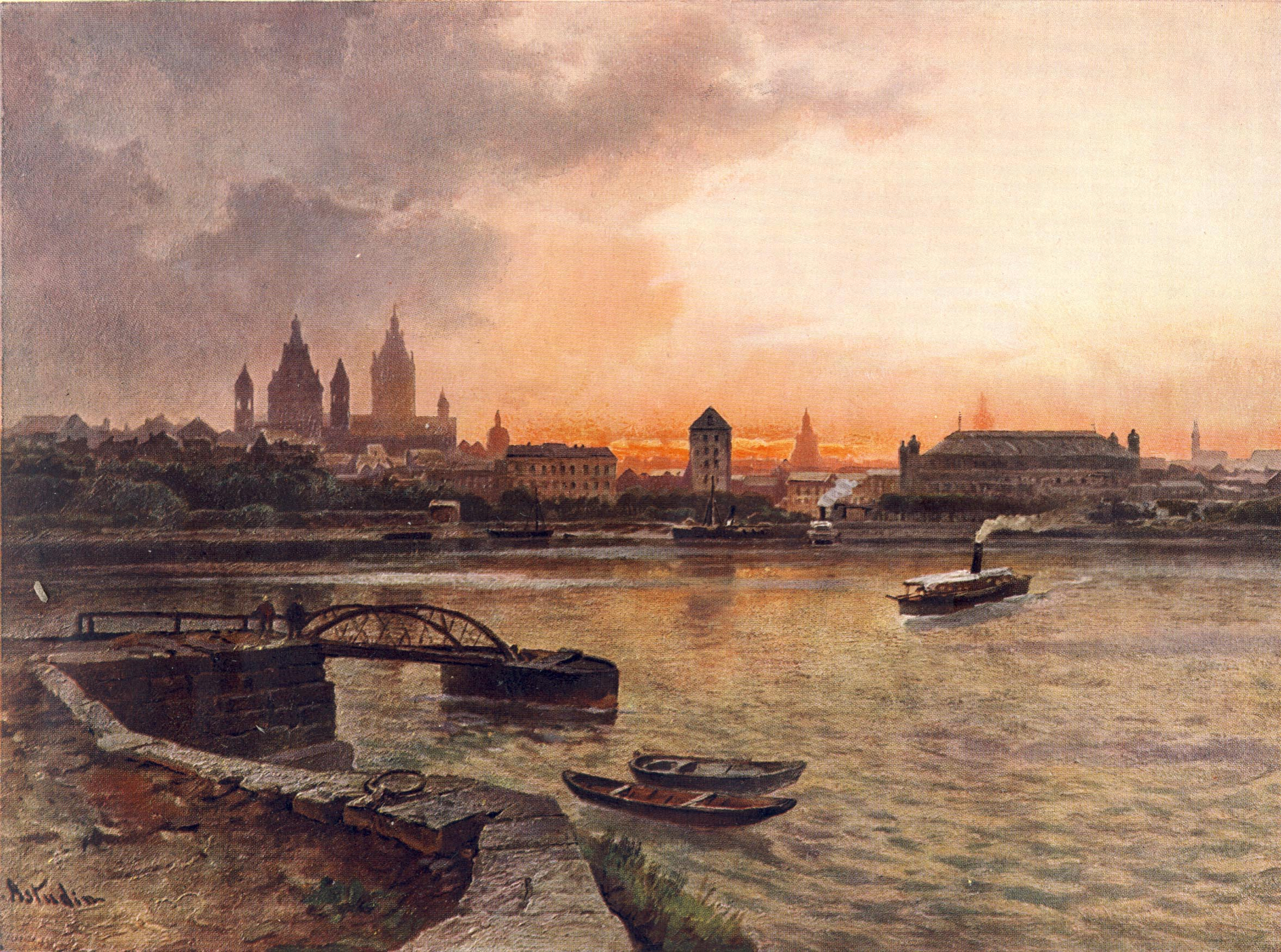
Mainz
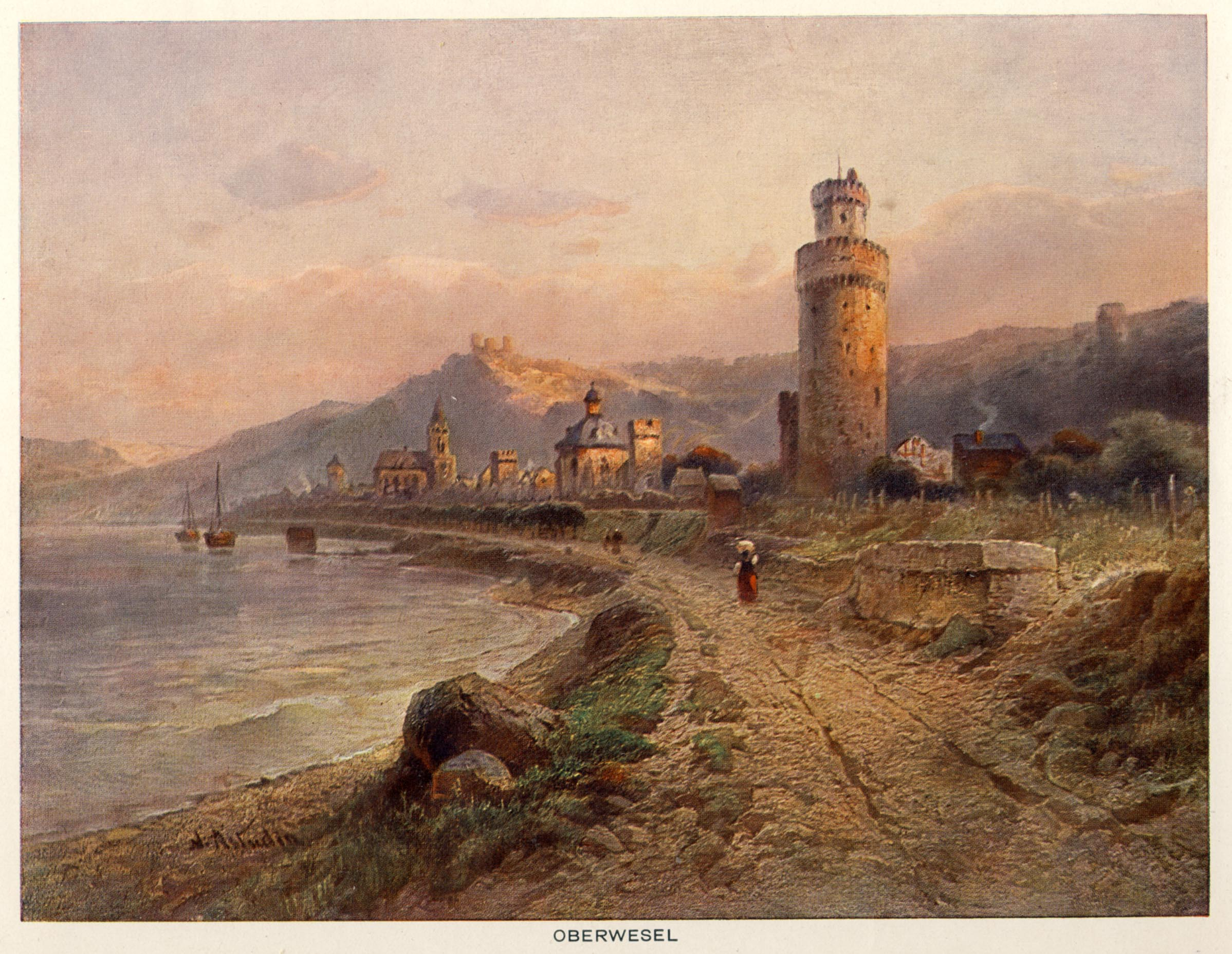
Oberwesel